# George McVittie
George Cunliffe McVittie (* 5. Juni 1904 in Izmir; † 8. März 1988 in Canterbury) war ein britischer theoretischer Kosmologe.

## Leben
McVittie wurde in Smyrna geboren, wo sein Vater Kaufmann war. Seine Mutter stammte aus einer angesehenen griechischen Intellektuellenfamilie. Er wurde zweisprachig in Französisch und  Englisch erzogen und studierte ab 1923 Mathematik und Physik an der University of Edinburgh unter anderem bei Edmund T. Whittaker und Charles Galton Darwin. 1928 erhielt er seinen Master-Abschluss, begann seine Doktorarbeit bei Whittaker und ging dann nach Cambridge (Christ’s College), wo er bei Arthur Eddington promoviert wurde. Von 1930 bis 1934 war er Assistant Lecturer an der University of Leeds, 1933/34 Lecturer an der Universität Edinburgh und von 1936 bis 1958 Reader am King’s College der Universität London. Im Zweiten Weltkrieg arbeitete er im Meteorologischen Dienst, was auch zu Veröffentlichungen in Meteorologie führte. Ab 1948 war er Professor am Queen Mary’s College der Universität London und von 1952 bis 1972 Professor am Observatorium der University of Illinois at Urbana-Champaign, wo er die kleine Astronomieabteilung zu einer der führenden des Landes ausbaute. Seine administrativen Fähigkeiten führten dazu, dass er Sekretär der American Astronomical Society wurde. Von 1972 bis 1988 hatte er eine Ehrenprofessur an der University of Kent in Canterbury, an der er 1985 einen Ehrendoktor erhielt.
1943 wurde er Fellow der Royal Society of Edinburgh und 1933 der Royal Astronomical Society.
McVittie war seit 1934 verheiratet. Der Asteroid des äußeren Hauptgürtels (2417) McVittie ist nach ihm benannt.
Zu seinen Doktoranden gehört Clive W. Kilmister.

## Schriften
- Cosmological Theory, 1937, 2. Auflage, Wiley 1949
- General Relativity and Cosmology, Wiley 1956, 2. Auflage 1965
- Fact and Theory in Cosmology, Macmillan 1961